# Dhünn (Wermelskirchen)
Dhünn is een stadsdeel van Wermelskirchen in de Rheinisch-Bergische Kreis in het Rijnland in Noordrijn-Westfalen in Duitsland.
Dhünn ligt aan de Uerdinger Linie. Dhünn was een gemeente tot 1974.